# Кошиць Ніна Павлівна
Кошиць Ніна Павлівна (справжнє прізвище — Порай-Кошиць) ( 17 (29) січня 1892, с. Кирилівка на Київщині, тепер с. Шевченкове Звенигородського району Черкаської області) — † 14 травня 1965, м. Санта-Ана, Каліфорнія) — українська оперна та камерна співачка (сопрано) і педагог, одна з найвидатніших камерних співачок XX століття. Їй присвячували свої твори Рахманінов, Метнер, Прокоф'єв.
Дочка співака Павла Порай-Кошиця, двоюрідна племінниця Олександра Кошиця.

## Життєпис
Народилась 17 (29) січня 1892 у селі Кирилівка на Київщині (тепер с. Шевченкове Звенигородського району Черкаської області). За іншими даними народилась 18(30) грудня 1894.
Її батько Павло Олексійович Порай-Кошиць був співаком, у 1891—1992 виступав у Київській опері, у 1893—1903 був солістом Большого театру в Москві.
Вокальну освіту здобула в Московській консерваторії (1908—1913, клас вокалу У. Мазетті, фортепіано — Н. Шишкіна, К. Ігумнова). Удосконалювалась у Ф. Литвин у Парижі.
Після закінчення консерваторії народила доньку Марину (1912—2001), яка згодом стала відомою в США оперною співачкою і успішною кіноактрисою.
1913—1920 — солістка Опери С. Зиміна в Москві. 1917—1918 паралельно виступала в Маріїнській опері у Петрограді.
У 1920 разом з Українською республіканською капелою О. Кошиця виїхала за кордон.
У 1921—1924 — солістка Чиказької опери (Lyric Opera of Chicago). Виступала з великим успіхом також на оперних сценах Нью-Йорка, Філадельфії, Буенос-Айреса (театр «Колон», 1924), Парижа («Гранд-Опера», 1925, 1927), Брюсселя, Амстердама, Риги, Вільно, Стокгольма, Ніцци, Сан-Ремо та ін.
У 1930-х роках — солістка оперного театру в Лос-Анджелесі.
Останні роки життя жила в Голлівуді, вела там педагогічну діяльність (з 1941), знімалася у звукових фільмах.
Померла в м. Санта-Ана 14 травня 1965.

## Партії
- Тетяна («Євгеній Онєгін» Чайковського)
- Ярославна («Князь Ігор» Бородіна)
- Купава («Снігуронька» Римського-Корсакова)
- Настя («Кудеяр» Оленіна, перше виконання)
- Клара Мілич («Клара Мілич» Кастальського, перше виконання)
- Електра («Орестея» Танєєва)
- Фата Моргана («Любов до трьох апельсинів» Прокоф'єва, 1921, Чикаго, перше виконання)
- Дездемона («Отелло» Верді)
- Рахіль («Жидівка» Галеві)
- Ліза («Пікова дама» Чайковського)
- Недда («Паяци» Леонкавалло)
- Мімі («Богема» Пуччіні)
- Донна Анна («Кам'яний гість» Даргомижського).

## Визнання
Ніна Кошиць — одна з найвидатніших камерних співачок XX століття. Володіла сильним рівним голосом ніжного тембру, витонченим художнім смаком, мала яскраву сценічну зовнішність.
Її творчість високо цінували Асаф'єв, Прокоф'єв. Їй присвячували свої твори Рахманінов, Метнер, Прокоф'єв. Виступала з симфонічними оркестрами О. Зілоті і С. Кусевицького. З концертами виступала в Петербурзі, Москві, Києві, в багатьох містах США, Франції та ін.
Їй акомпанували Рахманінов, Глазунов, Гречанінов. Камерний репертуар включав твори Глінки, Мусоргського, Бородіна, Чайковського, Даргомижського, Балакірєва, Римського-Корсакова та ін.
Ніна Павлівна — автор кількох романсів на слова Буніна, Семена Надсона, які вона виконувала у своїх концертах.
Записувалася на грампластинки фірмами «Артистотипія» (Київ, 1914), «Бека» (1914), «Брунсвік» (1922), «Віктор» (1920-1930-ті роки) та ін.

## Цікаві факти
В якості гонорару за виступ в місті Тула в 1915 році, Кршиць попросила 600 карбованців.
Протокол заседания Тульского дамского комитета Всероссийского союза городов от 11 декабря 1915 года
<…>
4). А. П. Смирнова довела до сведения собрания, что в результате переговоров с артисткой Кошиц выяснилось, что она согласна дать концерт в Туле за вознаграждение в сумме 600 руб.
В концерте г. Кошиц примут участие еще два исполнителя. Вопрос о согласии на условия артистки г. Кошиц собрание оставило открытым, постановив выяснить предварительно вопрос о том, примет ли участие в организации этого концерта Тульский комитет Красного Креста. 